# Championnat de Tanzanie de football 2015-2016
Navigation
Saison précédente Saison suivante
La saison 2015-2016 du Championnat de Tanzanie de football est la cinquante-deuxième édition de la Ligi Kuu Bara, le championnat de première division en Tanzanie. Les seize meilleures équipes du pays sont regroupées au sein d’une poule unique où ils s’affrontent deux fois au cours de la saison, à domicile et à l’extérieur. En fin de saison, les trois derniers du classement sont relégués et remplacés par les trois meilleurs clubs de deuxième division.
C'est le club de Young Africans FC, tenant du titre, qui est à nouveau sacré cette saison après avoir terminé en tête du classement final, avec neuf points d’avance sur Azam FC et onze sur Simba SC. Il s’agit du vingt-et-unième titre de champion de Tanzanie de l’histoire du club.

## Qualifications continentales
Le champion de Tanzanie se qualifie pour la Ligue des champions de la CAF 2017 tandis que son dauphin obtient son billet pour la Coupe de la confédération 2017.

## Les clubs participants
- Azam FC
- Young Africans FC
- Mbeya City Council FC
- Simba SC
- Kagera Sugar FC
- African Sports FC - Promu de D2
- Mtibwa Sugar
- JKT Ruvu Stars
- Coastal Union
- Prisons SC
- Mgambo JKT FC
- Ndanda FC
- Maji Maji FC - Promu de D2
- Stand United
- Mwadui FC - Promu de D2
- Toto Africans - Promu de D2

## Compétition
Le barème utilisé pour établir le classement est le suivant :
- Victoire : 3 points
- Match nul : 1 point
- Défaite : 0 point

### Classement
| Rang | Équipe                | Pts | J  | G  | N  | P  | Bp | Bc | Diff |
| ---- | --------------------- | --- | -- | -- | -- | -- | -- | -- | ---- |
| 1    | Young Africans FCT    | 73  | 30 | 22 | 7  | 1  | 70 | 20 | +50  |
| 2    | Azam FC               | 64  | 30 | 18 | 10 | 2  | 47 | 24 | +23  |
| 3    | Simba SC              | 62  | 30 | 19 | 5  | 6  | 45 | 17 | +28  |
| 4    | Prisons SC            | 51  | 30 | 13 | 12 | 5  | 28 | 22 | +6   |
| 5    | Mtibwa Sugar          | 50  | 30 | 14 | 8  | 8  | 33 | 21 | +12  |
| 6    | Mwadui FCP            | 41  | 30 | 11 | 8  | 11 | 29 | 29 | 0    |
| 7    | Stand United          | 40  | 30 | 12 | 4  | 14 | 28 | 30 | -2   |
| 8    | Mbeya City Council FC | 35  | 30 | 9  | 8  | 13 | 32 | 34 | -2   |
| 9    | Ndanda FC             | 35  | 30 | 7  | 14 | 9  | 28 | 31 | -3   |
| 10   | Maji Maji FCP         | 35  | 30 | 9  | 8  | 13 | 22 | 39 | -17  |
| 11   | JKT Ruvu Stars        | 32  | 30 | 8  | 8  | 14 | 31 | 43 | -12  |
| 12   | Kagera Sugar FC       | 31  | 30 | 8  | 7  | 15 | 23 | 34 | -11  |
| 13   | Toto AfricansP        | 30  | 30 | 7  | 9  | 14 | 26 | 40 | -14  |
| 14   | Mgambo JKT FC         | 28  | 30 | 6  | 10 | 14 | 24 | 36 | -12  |
| 15   | African Sports FCP    | 26  | 30 | 7  | 5  | 18 | 13 | 34 | -21  |
| 16   | Coastal Union         | 22  | 30 | 5  | 7  | 18 | 16 | 41 | -25  |

|  | Qualification pour la Ligue des champions de la CAF 2017 |
|  | Qualification pour la Coupe de la confédération 2017     |
|  | Relégation en deuxième division                          |
|  | T : Tenant du titre P : Promu de D2                      |

## Bilan de la saison
| Championnat de Tanzanie de football 2015-2016 |                               |
| Champion                                      | Young Africans FC (21e titre) |
| Qualifications continentales                  |                               |
| Ligue des champions de la CAF 2017            | Young Africans FC             |
| Coupe de la confédération 2017                | Azam FC                       |
| Promotions et relégations                     |                               |
| Promus en Première division                   | Ruvu Shooting                 |
| Promus en Première division                   | African Lyon                  |
| Promus en Première division                   | Mbao FC                       |
| Relégués en Deuxième division                 | Mgambo JKT FC                 |
| Relégués en Deuxième division                 | African Sports FC             |
| Relégués en Deuxième division                 | Coastal Union                 |